# Wilfried De Pauw
Wilfried De Pauw (... - maart 2009) was een Belgisch socialistisch politicus. Hij was burgemeester van Herent van 1971 tot 1976, en daarmee de laatste burgemeester van het niet-gefusioneerde Herent.
De Pauw was directeur-generaal bij Belgacom en vice-voorzitter van de Federatie van Socialistische Mutualiteiten van Brabant.
De Pauw was vóór zijn overleden enige tijd ziek en stierf uiteindelijk aan een luchtweginfectie.